# Achyrolimonia holotricha
Achyrolimonia holotricha är en tvåvingeart som först beskrevs av Alexander 1926.  Achyrolimonia holotricha ingår i släktet Achyrolimonia och familjen småharkrankar.
Artens utbredningsområde är Kamerun. Inga underarter finns listade i Catalogue of Life.